# Парасолька стає дружинником
«Парасолька стає дружинником» — анімаційний фільм 1976 року Творчого об'єднання художньої мультиплікації студії Київнаукфільм, режисер — Цезар Оршанський.

## Над мультфільмом працювали
- Автор сценарію: Михайло Татарський
- Режисер: Цезар Оршанський
- Художник-постановник: Галина Бабенко
- Композитор: Л. Маркелов
- Оператор: Анатолій Гаврилов
- Звукооператор: Ірина Чефранова

- Мультиплікатори: Олександр Вікен, Ніна Чурилова, Марк Драйцун, В. Ємельянова, Єфрем Пружанський, Адольф Педан

- Асистенти: О. Дьомкіна, Т. Черні, О. Деряжна, Ірина Сергєєва
- Редактор: Володимир Гайдай
- Директор картини: Іван Мазепа